# Mentawai-Spitzhörnchen
Das Mentawai-Spitzhörnchen (Tupaia chrysogaster) kommt endemisch auf den der Südwestküste Sumatras vorgelagerten Mentawai-Inseln Nordpagai, Südpagai, Sipora und Siberut vor.

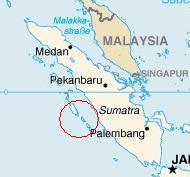
Lage der Mentawai-Inseln, der Heimat des Mentawai-Spitzhörnchens, südwestlich von Sumatra

## Merkmale
Das Mentawai-Spitzhörnchen ist eine relativ große Spitzhörnchenart und erreicht eine Kopf-Rumpf-Länge von 18 bis 22 cm, hat einen 12,5 bis 15 cm langen Schwanz, 1,3 bis 1,7 cm lange Ohren und 4,3 bis 4,3 cm lange Hinterfüße. Das Gewicht der Tiere wurde bisher nicht ermittelt. Die Oberseite des Körpers ist einheitlich braun gefärbt mit einem leichten rötlichen Einschlag. Die Bauchseite ist lohfarben. Der Schwanz ist mit kurzen, 10 mm langen Haaren bedeckt. Die für viele Tupaia-Arten typischen kurzen, hellen Streifen auf den Schultern sind beim Mentawai-Spitzhörnchen nur bei einem Teil der Exemplare undeutlich zu sehen, bei anderen fehlen sie. Die Weibchen haben nur zwei Zitzen.

## Lebensweise
Das Mentawai-Spitzhörnchen kommt in ungestörten Tieflandregenwäldern bis in Höhen von 1000 Metern vor. Über das Verhalten, die Lebensweise, die Ernährung, die Aktivitätsmuster und die Vermehrung des Java-Spitzhörnchens ist bisher nichts bekannt. Es ist wahrscheinlich tagaktiv. Der generalisierte Bau des Schädels lässt keine Rückschlüsse über die Ernährung des Mentawai-Spitzhörnchen zu.

## Systematik
Das Mentawai-Spitzhörnchen wurde im Jahr 1903 durch den US-amerikanischen  Zoologen Gerrit Smith Miller erstmals wissenschaftlich beschrieben. Die Spitzhörnchenpopulation auf Siberut, die früher als Unterart des Gewöhnlichen Spitzhörnchens galt (Tupaia glis siberut), wird heute dem Mentawai-Spitzhörnchen zugerechnet.

## Gefährdung
Der Bestand des Mentawai-Spitzhörnchens wird von der IUCN als gefährdet (Vulnerable) eingeschätzt. Sein Verbreitungsgebiet auf den vier Inseln ist klein und hat eine Fläche von nur 4150 km². Die größte Gefahr für den Bestand der Tiere liegt in der anhaltenden Entwaldung.